# Tout va bien (chanson d'Orelsan)
Pour la chanson d'Alonzo, voir Tout va bien (chanson d'Alonzo).
Pour les articles homonymes, voir Tout va bien (homonymie).
Singles de Orelsan
Basique
(2017)
Clip vidéo
[vidéo] « Tout va bien », sur YouTube
Pistes de La fête est finie
Basique
(3) Défaite de famille
(5)
Tout va bien est le deuxième single musical du rappeur français Orelsan tiré de son album La fête est finie. Il est sorti en novembre 2017.

## Clip vidéo
Orelsan sort le 15 novembre 2017 un clip vidéo pour son deuxième single, réalisé par Greg & Lio à Kiev en Ukraine et produit par Stromae et Skread, également compositeurs. Dedans, le chanteur tente d'expliquer à un enfant que le monde est heureux, pour lui cacher la pauvreté, les violences conjugales et la guerre,.

## Classement
| Classement (2017-18)                    | Meilleure position |
| --------------------------------------- | ------------------ |
| Belgique (Wallonie Ultratop 50 Singles) | 24                 |
| France (SNEP)                           | 20                 |

## Certification
| Pays   | Organisme | Certification | Seuil                            |
| ------ | --------- | ------------- | -------------------------------- |
| France | SNEP      | Diamant       | 50 millions d'équivalent streams |